# Otaru (Hokkaidó)
Otaru (japonsky: 小樽市, Otaru-ši) je japonské město a přístav v podprefektuře Širibeši na ostrově Hokkaidó. Otaru je asi 40 kilometrů severozápadně od Sapporo, hlavního města Hokkaidó. Město leží u zátoky Išikari a dlouho fungovalo jako hlavní přístav. Je oblíbenou turistickou destinací, kvůli svým historickým budovám a snadné dostupnosti ze Sapporo.
K roku 2011 populace činila 131 706 obyvatel. Rozloha je 243,13 km2. Starostou je od roku 2015 Hideaki Morii (森井 秀明, *1972)

## Historie
Původně město obýval národ Ainuové, který v dnešním Japonsku tvoří menšinu. Název Otaru pochází z ainštiny. V roce 1865 ji byl přiznán status vesnice šogunátem, roku 1880 položena železnice ze Sapporo do Otaru a v roce 1899 bylo Otaru císařskou vyhláškou ustaveno jako přístav, otevřený obchodům s Amerikou a Velkou Británií. Status města získalo až 1. srpna 1922.

## Partnerská města
- Cholmsk, Rusko (1991)